# Condado de Flagler
O condado de Flagler (em inglês:  Flagler County) é um dos 67 condados do estado americano da Flórida. A sede do condado é Bunnell, e a cidade mais populosa é Palm Coast. Foi fundado em 28 de abril de 1917 e o seu nome é uma homenagem a Henry Morrison Flagler (1830–1913), empresário e financeiro norte-americano, promotor imobiliário e investidor nos caminhos de ferro, e sócio de John D. Rockefeller na Standard Oil.

## Geografia
De acordo com o United States Census Bureau, o condado possui uma área de 1 478 km², dos quais 1 257 km² estão cobertos por terra e 221 km² por água.

## Demografia
Segundo o censo nacional de 2010, o condado possui uma população de 95 696 habitantes e uma densidade populacional de 76 hab/km². É o terceiro condado que, em 10 anos, teve o maior crescimento populacional dos Estados Unidos, com um aumento de 92%. Possui 48 595 residências, que resulta em uma densidade de 39 residências/km².
Das cinco localidades incorporadas no condado, Palm Coast é a mais populosa, com 75 180 habitantes, o que representa 78% da população total, enquanto Flagler Beach é a mais densamente povoada, com 473 hab/km². Marineland é a menos populosa, com 16 habitantes, ainda que de 2000 para 2010 tenha tido um crescimento populacional de 167% e a de Beverly Beach uma redução de 38%. Apenas uma localidade possui população superior a 10 mil habitantes.